# 10728 Владімірфок
10728 Владімірфок (10728 Vladimirfok) — астероїд головного поясу, відкритий 4 вересня 1987 року.
Тіссеранів параметр щодо Юпітера — 3,698.